# Цыган (фильм, 1967)
«Цыган» — советская киноповесть 1967 года, снятая Евгением Матвеевым на Киевской киностудии им. А. П. Довженко по одноимённому произведению Анатолия Калинина.
Премьера состоялась 13 июля 1967 года.

## Сюжет
Клавдия Пухлякова, вдова с двумя детьми, испытывает страх и неприязнь к цыганам из-за трагического происшествия во время войны. Однако её мнение начинает меняться, когда в её жизни появляется Будулай, который оказывается отцом её сына Вани.

## В ролях
| Актёр               | Роль              |
| ------------------- | ----------------- |
| Людмила Хитяева     | Клавдия Пухлякова |
| Евгений Матвеев     | Будулай           |
| Сергей Ермилов      | Ваня              |
| Татьяна Грабовская  | Нюра              |
| Владимир Емельянов  | Тимофей Ильич     |
| Иван Переверзев     | Иван Дмитриевич   |
| Елена Максимова     | Лущилиха          |
| Пётр Лобода         | Черенков          |
| Людмила Марченко    | жена Будулая      |
| Пётр Вескляров      | отец Будулая      |
| Маргарита Криницина | Стеша             |
| Зоя Василькова      | Даша              |
| Татьяна Осыка       | Нюра в детстве    |
| Ольга Шишова        | Нюра в детстве    |
| Александр Калинский | Ваня в детстве    |
| Денис Кмит          | Ваня в детстве    |

### В эпизодах
| Актёр               | Роль                 |
| ------------------- | -------------------- |
| Пётр Собецкий       | муж Лущилихи         |
| Андрей Сова         | бухгалтер колхоза    |
| Александра Соколова | подруга Клавдии      |
| Валентин Грудинин   | солдат из военкомата |
| Ольга Ножкина       | Григорьевна          |
| Лев Перфилов        | шофер Костя          |
| Зана Занони         | старая цыганка       |
| Ада Волошина        | секретарь Черенкова  |
| Натлья Надирадзе    | Галя                 |
| А. Прищепа          |                      |
| Григорий Тесля      | Егорыч               |
| Иван Матвеев        | колхозник            |
| Николай Луценко     | цыган                |
| Василий Туманский   | цыган                |

### Нет в титрах
| Актёр              | Роль       |
| ------------------ | ---------- |
| Манефа Соболевская | колхозница |
| Раиса Удовикова    |            |
| Олег Фандера       |            |

## Создатели картины
- Режиссёр — Евгений Матвеев
- Авторы сценария — Евгений Матвеев и Евгений Митько
- Оператор — Михаил Чёрный
- Художник-постановщик — Виктор Мигулько
- Композитор — Вениамин Баснер
- Директор фильма — Бернард Глазман

## Съёмки
Съёмки некоторых сцен проходили в Черкассах.

## Прокат
Фильм посмотрели 55,6 млн зрителей. 

## Награды
- Второй кинофестиваль республик Закавказья и Украины в Еверане, 1968 — диплом Союза журналистов Армении (Евгений Матвеев)
- Опрос журнала «Советский экран», 1967 — лучшие актёрские работы (Евгений Матвеев, Людмила Хитяева)